# Ian Barker
Ian Dallas Barker (Cardiff, 10 agosto 1966) è un ex velista britannico, vincitore della medaglia d'argento ai Giochi olimpici di Sydney 2000 nella classe 49er insieme a Simon Hiscocks.
In carriera si è laureato campione mondiale nella classe 505 a Travemünde nel 1993.

## Palmarès
- Giochi olimpici

Sydney 2000: argento nella classe 49er.
- Campionati mondiali di 505

Travemünde 1993: oro.
Townsville 1995: bronzo.
Hyannis 1998: bronzo.
- Campionati mondiali di Flying 15

Hong Kong 1995: argento.